# Harnur, Jevargi
Harnur là một làng thuộc tehsil Jevargi, huyện Gulbarga, bang Karnataka, Ấn Độ.